# Chiasmocleis avilapiresae
Chiasmocleis avilapiresae es una especie de anfibio anuro de la familia Microhylidae.

## Distribución geográfica
Esta especie es endémica de Brasil. Se encuentra en los estados de Amazonas, Acre, Mato Grosso, Pará y Rondônia. 
Su presencia es incierta en el extremo norte de Bolivia.

## Etimología
Esta especie lleva el nombre en honor a Teresa Cristina Sauer de Ávila-Pires.

## Publicación original
- Peloso & Sturaro, 2008 : A new species of narrow-mouthed frog of the genus Chiasmocleis Méhelÿ 1904 (Anura, Microhylidae) from the Amazonian rainforest of Brazil. Zootaxa, n.º 1947, p. 39–52.[6]